# Masaya
Masaya là một khu tự quản thuộc tỉnh Masaya, Nicaragua. Khu tự quản Masaya có diện tích 147 ki lô mét vuông. Đến thời điểm năm 2005, huyện Masaya có dân số 139582 người.